# Crotram
Crotram je ime konzorcija dviju hrvatskih tvrtki koji proizvodi prvi hrvatski niskopodni tramvaj- TMK 2200, i jedan od svega pet proizvođača niskopodnih tramvaja u Europi. Konzorcij se sastoji od tvrtki Končar Elektroindustrija, Zagreb, i TŽV Gredelj d.o.o., Zagreb.
Prema ugovoru sklopljenom s gradom Zagrebom, konzorcij je do svibnja 2007. godine Zagrebačkom električnom tramvaju (ZET), gradskoj prijevozničkoj tvrtki, isporučio 70 niskopodnih tramvaja, a potpisan je ugovor za još 70 tramvaja koji će imati nekoliko modifikacija u odnosu na postojeće. Prvi tramvaj nove serije pušten je u promet 21. siječnja 2008. godine.

## TMK 2200
Novi se tramvaj proizvodi serijski, a već postoji i inozemni interes za nabavu toga visokotehnološkog gradskog vozila iz Varšave, Melbournea, nekih francuskih gradova, Beograda, itd. Jedan tramvaj nalazio se na probnoj vožnji u Helsinkiju, te u Sofiji. Tramvaj TMK 2200 više je od 70% hrvatski proizvod.
Tramvaj je dugačak 32 metra, može primiti 202 putnika, a doseže maksimalnu brzinu od 70 km/h.
Na njemu su prvi put u svijetu primijenjena neka najsofisticiranija rješenja. Tako kretanjem TMK 2200 upravlja 43 računala, a s vanjske strane više nema klasičnih retrovizora, koje mijenjaju postavljene kamere. Prvi puta je primijenjeno i bezosovinsko podvozje.

## TMK 2200-K
TMK 2200-K ili TMK 2300 kraći je niskopodni tramvaj. U odnosu na prethodni model iz serije 2200, novi tramvaj ima dva modula manje, odnosno kraći je 11,26 metara, te shodno tome ima 72 putnička mjesta manje. Prvi tramvaj iz ove serije u Zagrebu je pušten u promet 23. prosinca 2009.

## Poveznice
- Tramvajski promet u Zagrebu

## Vanjske poveznice
O hrvatskom tramvaju TMK 2200:
- dodatne slike tramvaja  Arhivirana inačica izvorne stranice od 7. prosinca 2015. (Wayback Machine)
- vijesti,informacije itd.[neaktivna poveznica]
- Končar
- Gredelj
- Zagrebački električni tramvaj
- Daljnje informacije o povijesti i karakteristikama tramvaja u Zagrebu (uključujući i TMK 2200)  Arhivirana inačica izvorne stranice od 7. prosinca 2007. (Wayback Machine)